# トーマス・ゼーベック
トーマス・ヨハン・ゼーベック（Thomas Johann Seebeck, 1770年4月9日 - 1831年12月10日）は、ドイツの物理学者、医師。1821年にゼーベック効果を発見した。

## 生涯
レヴァル（現在のエストニア、タリン）でバルト・ドイツ人（ドイツ系エストニア人）商人の家庭に生まれる。ギムナジウム卒業後はベルリン大学とゲッティンゲン大学で医学を学び、1802年にはゲッティンゲン大学から医学博士の学位を受けた。ゼーベックは医業のかたわら物理実験を行なった。最初イェーナで光学の研究を始め、太陽スペクトルの異なる色における熱効果や化学作用を調べた。また圧力を受けたガラス片中での偏光の問題を研究、1814年にはベルリン・アカデミー会員に選ばれた。その後ベルリンに移り、磁気現象の研究を行い、アラゴーの減衰法則やヒステリシスの初期兆候を見いだした。また銅とビスマスのような異なる2種類の金属ワイヤの両端を繋いでリングにして、接続部の片方を熱するとワイヤ中に電流が発生して磁場が発生することを発見した。これは彼の名を冠してゼーベック効果と呼ばれる。ゼーベック効果は熱電対やサーモパイル、熱電発電などに応用されている。
ゼーベックは同時代人のゲーテやヘーゲルとも親交があった。

## ゼーベック効果
1821年、ゼーベックは2つの異なる金属を使った回路で、金属同士の2箇所の接点に温度差を設けると方位磁針が振れることを発見した。当初ゼーベックは温度差によって金属が磁性を帯びたのだと考えた。しかし間もなく電流が発生していることがわかり、アンペールの法則によって方位磁針が振れたのだとわかった。より正確に言えば、温度差によって電位差（電圧）が生じ、それによって閉回路に電流が流れたのである。今日ではこれをゼーベック効果と呼ぶ。
発生する電圧は、2箇所の接点の温度差に比例する。その比例定数 (a) をゼーベック係数と呼ぶ。この電位差は接点以外での金属における温度勾配には依存しない。この効果が熱電対の物理学的基礎であり、温度測定によく使われている。
{\displaystyle V=a(T_{h}-T_{c})\,\!}
異なる金属を2つ繋げた回路で、金属同士の2箇所の接点に温度差 Th - Tc を設けると、電位差 V が生じる。

## カラー写真の先駆け
1810年、ゼーベックはイェーナで銀の塩化物における光スペクトルの挙動について研究していた。彼は、銀の塩化物を露光すると、当てた光の色が若干ながらその物質に残ることを発見。また、スペクトル上で紫より遥かに波長の短いところでも光が作用していることを記録している。ゼーベックはヨハン・ヴォルフガング・フォン・ゲーテと共に色の理論についても研究した。

## その他
1808年、ゼーベックは世界で初めてカリウムのアマルガムを作り、記録を残している。1810年、ニッケルとコバルトの磁気特性について記録を残した。1818年、砂糖の水溶液の光学活性を発見した。